# Ranajit Guha
Ranajit Guha (Siddhakati, 23 maggio 1923 – Purkersdorf, 28 aprile 2023) è stato uno storico indiano, pioniere nel campo dei cosiddetti "Subaltern Studies", una metodologia di studi dell'Asia meridionale incentrata sulle società postcoloniali e postimperiali, studiandole dall'inizio alla fine con la prospettiva dei gruppi sociali subalterni. Fu l'editore di molte delle prime antologie del gruppo e scrisse ampiamente sia in inglese che in bengalese.

## Biografia

### Formazione
Ranajit Guha nacque a Siddhakatti, un villaggio posto attualmente nel distretto di Barisal (Bangladesh), ma all'epoca della nascita appartenente all'India britannica. La sua famiglia si trasferì a Calcutta (città il cui nome è stato ufficialmente cambiato in "Kolkata" nel gennaio 2001) nel 1934, quando suo padre iniziò l'attività di avvocato presso l'Alta Corte di Calcutta. Guha fece gli studi universitari a Calcutta laureandosi dapprima al Presidency College (dal 2010 Presidency University, Kolkata), ottenendo successivamente il dottorato in storia presso l'Università di Calcutta.

### Carriera
Negli anni quaranta Guha aderì al Partito Comunista d'India e fu scelto come rappresentante alla Federazione mondiale della gioventù democratica con sede a Londra; abbandonò l'attività politica dopo la Rivoluzione ungherese del 1956. Ritornò in India dal Regno Unito nel 1953; in quell'anno iniziò la sua carriera di insegnante nelle scuole medie superiori, dapprima al Chandernagore Government College e successivamente al Calcutta Central College. Fu sospeso dall'attività didattica a causa della sua passata militanza comunista; nel 1955 fu assunto dalla neocostituita Università di Jadavpur. Nel 1959 Guha lasciò l'India per il Regno Unito ed entrò in servizio all'Università del Sussex; per qualche tempo Guha insegnò anche nell'Università Nazionale Australiana.

### I Subaltern studies
Di orientamento marxista, Guha mantenne solidi legami con l'India e divenne uno dei massimi esponenti della storiografia dei "Subaltern studies" e "Post-colonial studies", applicando al sistema coloniale le categorie gramsciane di «egemonia» e «dominio». In particolare il riferimento a Gramsci è esplicitato nella battaglia per l'egemonia, per sconfiggere il dominio senza egemonia (Dominance Without Hegemony), elaborato a partire dal Quaderno 25 dei Quaderni dal carcere scritto da Gramsci a Formia nel 1934-35 e che sviluppa le fondamenta della teoria del processo rivoluzionario e della ricerca storica, ponendo in quelle note il tema dei subalterni. Caratterizzanti l’analisi di Guha sono anche le categorie di prosa del mondo, prosa della storia e prosa della controinsurrezione. Nella sua critica ad Hegel, secondo cui non c’è storia senza costruzione dello Stato, i popoli subalterni, coloniali, dominati dagli Imperi, sono fuori della ‘prosa della storia’, sono popoli senza storia, costituiscono la ‘prosa del mondo’. La prosa della ‘controinsurrezione’ è la narrazione delle classi dominanti contro l’insorgenza delle classi subalterne.
Fu l'ispiratore del gruppo di storici indiani che nel 1982 diede avvio alla serie di volumi "Subaltern Studies", tradotti in parte anche in lingua italiana a cura di Sandro Mezzadra.

### Decesso
Guha è morto in Austria il 28 aprile 2023, alle soglie dei 100 anni di età.

## Opere
- A rule of property for Bengal : an essay on the idea of permanent settlement, Paris [etc.], Mouton & Co., 1963.
- (EN) Elementary Aspects of Peasant Insurgency in Colonial India, Delhi, 1983, Oxford University Press.
- (EN) An Indian Historiography of India: A Nineteenth Century Agenda & Its Implications, Calcutta: K.P. Bagchi & Company, 1988.
- (EN) Dominance without Hegemony: History and Power in Colonial India, Harvard University Press, 1998.
- (EN) History at the Limit of World-History (Italian Academy Lectures), Columbia University Press, 2002.
- Ranajit Guha e Gayatri Chakravorty Spivak, Subaltern studies : modernità e post-colonialismo, collana Collezione Cartografie ; 19, traduzione di Sandro Mezzadra, Introduzione di Edward W. Said; Presentazione e cura di Sandro Mezzadra, Verona, Ombre corte, 2002, ISBN 88-87009-33-3.
Nel volume di Ranajit Guha sono presenti, oltre a un breve testo programmatico, due testi: "A proposito di alcuni aspetti della storiografia dell'India coloniale" e "La prosa della contro insurrezione"
- La storia ai limiti della storia del mondo [History at the limit of world-history], collana Collezione Saggi Sansoni, traduzione di Rossana Stanga, introduzione di Massimiliano Guareschi, Milano, Sansoni, 2003, ISBN 88-383-4810-3.
- (EN) The Small Voice of History, Permanent Black, 2009.
- Ranajit Guha, Omaggio a un maestro, in Giancarlo Schirru (a cura di), Gramsci, le culture e il mondo. Atti del Convegno tenuto a Roma nel 2007, collana Collezione I libri di Viella ; 102, traduzione di Giancarlo Schirru, Roma, Viella, 2009,  pp. 31-40, ISBN 978-88-8334-419-0.